# Großer Preis von Spanien 2016
Der Große Preis von Spanien 2016 (offiziell Formula 1 Gran Premio de España Pirelli 2016) fand am 15. Mai auf dem Circuit de Barcelona-Catalunya in Montmeló statt und war das fünfte Rennen der Formel-1-Weltmeisterschaft 2016.

## Bericht

### Hintergründe
Nach dem Großen Preis von Russland führte Nico Rosberg in der Fahrerwertung mit 43 Punkten vor Lewis Hamilton und mit 57 Punkten vor Kimi Räikkönen. In der Konstrukteurswertung führte Mercedes mit 81 Punkten vor Ferrari und mit 100 Punkten vor Red Bull.
Beim Großen Preis von Spanien stellte Pirelli den Fahrern die Reifenmischungen P Zero Hard (orange), P Zero Medium (weiß) und P Zero Soft (gelb) sowie für Nässe Cinturato Intermediates (grün) und Cinturato Full-Wets (blau) zur Verfügung.
Im Vergleich zum Vorjahr gab es nur marginale Änderungen an der Rennstrecke: Die Curbs wurden erneuert, außerdem wurde das Drainage-System in fast der Hälfte der Kurven überarbeitet.
Die beiden DRS-Zonen blieben im Vergleich zum Vorjahr unverändert. Der Messpunkt für die erste Zone befand sich 86 Meter vor der Campsa, die Zone begann 40 Meter nach der Kurve. Der Messpunkt für die zweite DRS-Zone, die sich auf der Start-Ziel-Geraden befand, war die Safety-Car-Linie, aktiviert werden durfte das DRS dann 157 Meter nach der New Holland.
Vor dem Grand Prix gab Red Bull bekannt, dass Daniil Kwjat und Max Verstappen mit sofortiger Wirkung ihre Cockpits tauschen.
Verstappen (acht), Kwjat (fünf), Marcus Ericsson, Nico Hülkenberg (jeweils vier), Räikkönen, Sebastian Vettel (jeweils drei), Fernando Alonso, Valtteri Bottas, Esteban Gutiérrez, Romain Grosjean, Hamilton, Rio Haryanto und Felipe Nasr (jeweils zwei) gingen mit Strafpunkten ins Rennwochenende.
Mit Räikkönen, Alonso (jeweils zweimal), Felipe Massa, Jenson Button, Vettel, Hamilton und Rosberg (jeweils einmal) traten sieben ehemalige Sieger zu diesem Grand Prix an.
Als Rennkommissare fungierten David Domingo (ESP), Martin Donnelly (GBR), Tim Mayer (USA) und Radovan Novak (CZE).
Vor dem Rennen wurde bekannt, dass die beiden Ferrari-Kundenteams Haas und Sauber bei diesem Grand Prix ebenfalls die weiterentwickelte Version des Ferrari 059/5 erhielten, die das Werksteam bereits seit dem Rennen in Russland verwendete.

### Training
Im ersten freien Training war Vettel mit einer Rundenzeit von 1:23,951 Minuten Schnellster vor Räikkönen und Rosberg.
Rosberg fuhr im zweiten freien Training in 1:23,922 Sekunden die Bestzeit vor Räikkönen und Hamilton. Das Training musste nach einem Reifenschaden bei Jolyon Palmer unterbrochen werden.
Auch im dritten freien Training war Rosberg mit einer Rundenzeit von 1:23,078 Minuten Schnellster vor Hamilton und Vettel.

### Qualifying
Das Qualifying bestand aus drei Teilen mit einer Nettolaufzeit von 45 Minuten. Im ersten Qualifying-Segment (Q1) hatten die Fahrer 18 Minuten Zeit, um sich für das Rennen zu qualifizieren. Alle Fahrer, die im ersten Abschnitt eine Zeit erzielten, die maximal 107 Prozent der schnellsten Rundenzeit betrug, qualifizierten sich für den Grand Prix. Die besten 16 Fahrer erreichten den nächsten Teil. Rosberg war Schnellster. Die Manor- und Sauber-Fahrer, Massa und Palmer schieden aus.
Der zweite Abschnitt (Q2) dauerte 15 Minuten. Die schnellsten zehn Piloten qualifizierten sich für den dritten Teil des Qualifyings. Hamilton war Schnellster. Die Haas-Piloten, Kevin Magnussen, Kwjat, Button und Hülkenberg schieden aus.
Der finale Abschnitt (Q3) ging über eine Zeit von zwölf Minuten, in denen die ersten zehn Startpositionen vergeben wurden. Hamilton fuhr die Bestzeit vor Rosberg und Daniel Ricciardo. Es war die 52. Pole-Position für Hamilton.

### Rennen
Hamilton blieb beim Start zunächst vorne, Rosberg ging aber beim Anbremsen der ersten Kurve auf der Außenseite vorbei. Dahinter lagen Ricciardo, der ebenfalls gut gestartete Vettel, Verstappen, Carlos Sainz jr., Valtteri Bottas und Räikkönen. Hamilton kam mit mehr Schwung aus der langgezogenen dritten Kurve und setzte sich auf der Innenseite neben Rosberg. Dieser fuhr immer weiter nach innen, um seine Position zu verteidigen. Hamilton gab nicht nach und kam auf das Gras neben der Strecke, dabei verlor er die Kontrolle über sein Fahrzeug, drehte sich und prallte gegen Rosbergs Wagen. Beide Fahrzeuge rutschten ins Kiesbett der Repsol, damit schieden beide Fahrer aus. Es war der erste Ausfall beider Mercedes-Fahrer seit dem Großen Preis von Australien 2011. Die Rennkommissare entschieden nach einer Befragung der beiden Piloten nach dem Rennen, dass es sich um einen Rennunfall handelte und sprachen keine Strafen aus.
Hinter dem nun führenden Ricciardo überholten Verstappen und Sainz jr. vor der Repsol Vettel, dahinter ging der sehr schlecht gestartete Räikkönen wieder an Bottas vorbei. Zur Bergung der Fahrzeuge schickte die Rennleitung das Safety-Car auf die Strecke. Ricciardo führte vor seinem Teamkollegen Verstappen, dahinter lagen Sainz jr., Vettel, Räikkönen, Bottas, Sergio Pérez, Button, Alonso und Romain Grosjean.
Das Rennen wurde am Ende der dritten Runde wieder freigegeben, die Positionen blieben zunächst unverändert. Sainz jr. konnte das Tempo der anderen Piloten an der Spitze nicht lange mitgehen und musste in der achten Runde Vettel und in der zehnten Runde Räikkönen passieren lassen. In der elften Runde fuhren Sainz jr., Button und Hülkenberg zum ersten Reifenwechsel an die Box. Eine Runde später stoppten Ricciardo und Alonso, eine weitere Runde später Verstappen und Räikkönen. Vettel führte somit vor Grosjean, der jedoch noch in der gleichen Runde von Ricciardo überholt wurde. In der 15. Runde wechselten auch Vettel und Grosjean die Reifen, damit hatten alle Fahrer ihren ersten Boxenstopp absolviert. Außer Grosjean, der erneut die Soft-Mischung wählte, fuhren alle Piloten im vorderen Feld auf Medium-Reifen.
In der Folge schob sich das Feld an der Spitze weiter zusammen, Verstappen, Vettel und Räikkönen holten auf Ricciardo auf. Es kam jedoch nicht zu Angriffen. Hülkenberg musste sein brennendes Fahrzeug derweil in der 22. Runde am Streckenrand abstellen.
In der 28. Runde fuhr der Spitzenreiter Ricciardo zum zweiten Reifenwechsel an die Box, eine Runde später stoppte auch Vettel. Beide wechselten auf die Soft-Mischung. In der Folge fuhren beide, auf den Plätzen drei und vier liegend, die bis dahin schnellsten Runden des Rennens. Verstappen wechselte in der 34. Runde die Reifen und wählte die Medium-Mischung, eine Runde später taten Räikkönen und der auf dem siebten Platz liegende Pérez genau das gleiche. Die Renault-Piloten hatten unterdessen als einzige Fahrer im Feld auf die härteste Reifenmischung, Hard, gewechselt.
In der 37. Runde fuhr Vettel zum dritten Mal an die Box und wechselte wieder auf Medium. Ricciardo führte vor Verstappen, Räikkönen, Vettel, Bottas und Sainz jr., der eine Runde später auf Medium wechselte und auf den achten Platz zurückfiel. Eine weitere Runde später wechselte Bottas die Reifen, blieb dabei aber auf dem fünften Platz. Grosjean wechselte ebenfalls die Reifen, ließ aber auch einen neuen Frontflügel montieren.
In der 43. Runde wechselte Ricciardo zum dritten Mal die Reifen, auch er wollte das Rennen mit den Medium-Reifen beenden. Verstappen führte somit rund zwei Sekunden vor Räikkönen, Vettel lag rund sechs Sekunden zurück, Ricciardo hatte weitere sechs Sekunden Rückstand. Dahinter fuhren mit deutlichem Rückstand Bottas, Sainz jr., Pérez, Gutiérrez, Kwjat und Massa. Alonso stellte seinen McLaren unterdessen mit einem technischen Defekt am Streckenrand ab. In den folgenden Runden verkürzte Räikkönen den Rückstand auf Verstappen, auch Ricciardo schloss auf Vettel auf. Kwjat wechselte in der 51. Runde nochmal auf die Soft-Mischung und fiel damit aus den Punkten heraus. Er fuhr in der 53. Runde die schnellste Runde des Rennens und überholte kurz darauf Gutiérrez.
Ricciardo setzte Vettel unter Druck und ging in der 59. Runde beim Anbremsen der ersten Kurve vorbei, dabei verbremste er sich jedoch, so dass Vettel kontern konnte und wieder den dritten Platz übernahm. Grosjean stellte währenddessen sein Fahrzeug mit Bremsproblemen ab. Obwohl er konstant im DRS-Fenster lag, schaffte Räikkönen es nicht, einen Angriff auf Verstappen zu starten. Ricciardo setzte Vettel weiterhin unter Druck, erlitt in der 65. Runde dann jedoch einen Reifenschaden hinten links. Er fuhr anschließend zum Reifenwechsel an die Box und kam kurz vor Bottas auf die Strecke zurück.
Kurz vor Rennende kam es zu einer Kollision der beiden Renault-Piloten. Magnussen erhielt für das Verursachen der Kollision eine Zehn-Sekunden-Strafe, durch die er von Platz 14 auf Platz 15 zurückfiel, sowie zwei Strafpunkte.
Verstappen gewann das Rennen vor Räikkönen und Vettel. Es war der erste Sieg und auch die erste Podestplatzierung für Verstappen, außerdem war es der erste Erfolg bei einem Grand Prix für einen niederländischen Fahrer. Verstappen wurde somit zudem zum jüngsten Grand-Prix-Sieger in der Geschichte der Formel-1-Weltmeisterschaft. Es war der erste Sieg für Red Bull seit dem Großen Preis von Belgien 2014, auch damals waren beide Mercedes-Piloten in der Anfangsphase des Rennens kollidiert. Die restlichen Punkteplatzierungen belegten Ricciardo, Bottas, Sainz jr., Pérez, Massa, Button und Kwjat.
Rosberg blieb in der Gesamtwertung in Führung, neuer Zweiter war Räikkönen vor Hamilton. Bei den Konstrukteuren blieben die ersten drei Positionen unverändert.

## Meldeliste
| Team                          | Nr. | Fahrer            | Chassis                | Motor                       | Reifen |
| ----------------------------- | --- | ----------------- | ---------------------- | --------------------------- | ------ |
| Mercedes AMG Petronas F1 Team | 44  | Lewis Hamilton    | Mercedes F1 W07 Hybrid | Mercedes-Benz PU106C Hybrid | P      |
| Mercedes AMG Petronas F1 Team | 06  | Nico Rosberg      | Mercedes F1 W07 Hybrid | Mercedes-Benz PU106C Hybrid | P      |
| Scuderia Ferrari              | 05  | Sebastian Vettel  | Ferrari SF16-H         | Ferrari 059/5               | P      |
| Scuderia Ferrari              | 07  | Kimi Räikkönen    | Ferrari SF16-H         | Ferrari 059/5               | P      |
| Williams Martini Racing       | 19  | Felipe Massa      | Williams FW38          | Mercedes-Benz PU106C Hybrid | P      |
| Williams Martini Racing       | 77  | Valtteri Bottas   | Williams FW38          | Mercedes-Benz PU106C Hybrid | P      |
| Red Bull Racing               | 03  | Daniel Ricciardo  | Red Bull RB12          | TAG Heuer                   | P      |
| Red Bull Racing               | 33  | Max Verstappen    | Red Bull RB12          | TAG Heuer                   | P      |
| Sahara Force India F1 Team    | 27  | Nico Hülkenberg   | Force India VJM09      | Mercedes-Benz PU106C Hybrid | P      |
| Sahara Force India F1 Team    | 11  | Sergio Pérez      | Force India VJM09      | Mercedes-Benz PU106C Hybrid | P      |
| Renault Sport F1 Team         | 20  | Kevin Magnussen   | Renault R.S.16         | Renault Energy F1 2016      | P      |
| Renault Sport F1 Team         | 30  | Jolyon Palmer     | Renault R.S.16         | Renault Energy F1 2016      | P      |
| Renault Sport F1 Team         | 45  | Esteban Ocon      | Renault R.S.16         | Renault Energy F1 2016      | P      |
| Scuderia Toro Rosso           | 26  | Daniil Kwjat      | Toro Rosso STR11       | Ferrari 059/4               | P      |
| Scuderia Toro Rosso           | 55  | Carlos Sainz jr.  | Toro Rosso STR11       | Ferrari 059/4               | P      |
| Sauber F1 Team                | 09  | Marcus Ericsson   | Sauber C35             | Ferrari 059/5               | P      |
| Sauber F1 Team                | 12  | Felipe Nasr       | Sauber C35             | Ferrari 059/5               | P      |
| McLaren Honda                 | 14  | Fernando Alonso   | McLaren MP4-31         | Honda RA616H                | P      |
| McLaren Honda                 | 22  | Jenson Button     | McLaren MP4-31         | Honda RA616H                | P      |
| Manor Racing MRT              | 94  | Pascal Wehrlein   | Manor MRT05            | Mercedes-Benz PU106C Hybrid | P      |
| Manor Racing MRT              | 88  | Rio Haryanto      | Manor MRT05            | Mercedes-Benz PU106C Hybrid | P      |
| Haas F1 Team                  | 08  | Romain Grosjean   | Haas VF-16             | Ferrari 059/5               | P      |
| Haas F1 Team                  | 21  | Esteban Gutiérrez | Haas VF-16             | Ferrari 059/5               | P      |

Anmerkungen
1. 1 2  Der Renault mit der Startnummer 45 wurde im ersten freien Training für Ocon eingesetzt. Palmer übernahm das Fahrzeug anschließend für das restliche Rennwochenende mit seiner Startnummer 30.

## Klassifikationen

### Qualifying
| Pos.                                                                      | Fahrer            | Konstrukteur         | Q1       | Q2       | Q3       | Start |
| ------------------------------------------------------------------------- | ----------------- | -------------------- | -------- | -------- | -------- | ----- |
| 01                                                                        | Lewis Hamilton    | Mercedes             | 1:23,214 | 1:22,159 | 1:22,000 | 01    |
| 02                                                                        | Nico Rosberg      | Mercedes             | 1:23,002 | 1:22,759 | 1:22,280 | 02    |
| 03                                                                        | Daniel Ricciardo  | Red Bull-TAG Heuer   | 1:23,749 | 1:23,585 | 1:22,680 | 03    |
| 04                                                                        | Max Verstappen    | Red Bull-TAG Heuer   | 1:23,578 | 1:23,178 | 1:23,087 | 04    |
| 05                                                                        | Kimi Räikkönen    | Ferrari              | 1:23,796 | 1:23,504 | 1:23,113 | 05    |
| 06                                                                        | Sebastian Vettel  | Ferrari              | 1:24,124 | 1:23,688 | 1:23,334 | 06    |
| 07                                                                        | Valtteri Bottas   | Williams-Mercedes    | 1:24,251 | 1:24,023 | 1:23,522 | 07    |
| 08                                                                        | Carlos Sainz jr.  | Toro Rosso-Ferrari   | 1:24,496 | 1:24,077 | 1:23,643 | 08    |
| 09                                                                        | Sergio Pérez      | Force India-Mercedes | 1:24,698 | 1:24,003 | 1:23,782 | 09    |
| 10                                                                        | Fernando Alonso   | McLaren-Honda        | 1:24,578 | 1:24,192 | 1:23,981 | 10    |
| 11                                                                        | Nico Hülkenberg   | Force India-Mercedes | 1:24,463 | 1:24,203 | –        | 11    |
| 12                                                                        | Jenson Button     | McLaren-Honda        | 1:24,583 | 1:24,348 | –        | 12    |
| 13                                                                        | Daniil Kwjat      | Toro Rosso-Ferrari   | 1:24,696 | 1:24,445 | –        | 13    |
| 14                                                                        | Romain Grosjean   | Haas-Ferrari         | 1:24,716 | 1:24,480 | –        | 14    |
| 15                                                                        | Kevin Magnussen   | Renault              | 1:24,669 | 1:24,625 | –        | 15    |
| 16                                                                        | Esteban Gutiérrez | Haas-Ferrari         | 1:24,406 | 1:24,778 | –        | 16    |
| 17                                                                        | Jolyon Palmer     | Renault              | 1:24,903 | –        | –        | 17    |
| 18                                                                        | Felipe Massa      | Williams-Mercedes    | 1:24,941 | –        | –        | 18    |
| 19                                                                        | Marcus Ericsson   | Sauber-Ferrari       | 1:25,202 | –        | –        | 19    |
| 20                                                                        | Felipe Nasr       | Sauber-Ferrari       | 1:25,579 | –        | –        | 20    |
| 21                                                                        | Pascal Wehrlein   | Manor-Mercedes       | 1:25,745 | –        | –        | 21    |
| 22                                                                        | Rio Haryanto      | Manor-Mercedes       | 1:25,939 | –        | –        | 22    |
| 107-Prozent-Zeit: 1:28,812 min (bezogen auf Q1-Bestzeit von 1:23,002 min) |                   |                      |          |          |          |       |

### Rennen
| Pos. | Fahrer            | Konstrukteur         | Runden | Stopps | Zeit        | Start | Schnellste Runde |
| ---- | ----------------- | -------------------- | ------ | ------ | ----------- | ----- | ---------------- |
| 01   | Max Verstappen    | Red Bull-TAG Heuer   | 66     | 2      | 1:41:40,017 | 04    | 1:28,816 (36.)   |
| 02   | Kimi Räikkönen    | Ferrari              | 66     | 2      | + 0,616     | 05    | 1:28,538 (38.)   |
| 03   | Sebastian Vettel  | Ferrari              | 66     | 3      | + 5,581     | 06    | 1:27,974 (39.)   |
| 04   | Daniel Ricciardo  | Red Bull-TAG Heuer   | 66     | 4      | + 43,950    | 03    | 1:28,209 (46.)   |
| 05   | Valtteri Bottas   | Williams-Mercedes    | 66     | 2      | + 45,271    | 07    | 1:29,081 (60.)   |
| 06   | Carlos Sainz jr.  | Toro Rosso-Ferrari   | 66     | 2      | + 1:01,395  | 08    | 1:29,663 (42.)   |
| 07   | Sergio Pérez      | Force India-Mercedes | 66     | 2      | + 1:19,538  | 09    | 1:29,801 (37.)   |
| 08   | Felipe Massa      | Williams-Mercedes    | 66     | 3      | + 1:20,707  | 18    | 1:29,238 (43.)   |
| 09   | Jenson Button     | McLaren-Honda        | 65     | 2      | + 1 Runde   | 12    | 1:30,260 (39.)   |
| 10   | Daniil Kwjat      | Toro Rosso-Ferrari   | 65     | 3      | + 1 Runde   | 13    | 1:26,948 (53.)   |
| 11   | Esteban Gutiérrez | Haas-Ferrari         | 65     | 2      | + 1 Runde   | 16    | 1:30,139 (34.)   |
| 12   | Marcus Ericsson   | Sauber-Ferrari       | 65     | 3      | + 1 Runde   | 19    | 1:29,715 (42.)   |
| 13   | Jolyon Palmer     | Renault              | 65     | 2      | + 1 Runde   | 17    | 1:29,779 (35.)   |
| 14   | Felipe Nasr       | Sauber-Ferrari       | 65     | 2      | + 1 Runde   | 20    | 1:29,905 (38.)   |
| 15   | Kevin Magnussen   | Renault              | 65     | 3      | + 1 Runde   | 15    | 1:28,716 (57.)   |
| 16   | Pascal Wehrlein   | Manor-Mercedes       | 65     | 2      | + 1 Runde   | 21    | 1:31,182 (37.)   |
| 17   | Rio Haryanto      | Manor-Mercedes       | 65     | 2      | + 1 Runde   | 22    | 1:29,402 (52.)   |
| –    | Romain Grosjean   | Haas-Ferrari         | 56     | 3      | DNF         | 14    | 1:28,974 (41.)   |
| –    | Fernando Alonso   | McLaren-Honda        | 45     | 2      | DNF         | 10    | 1:29,750 (41.)   |
| –    | Nico Hülkenberg   | Force India-Mercedes | 20     | 1      | DNF         | 11    | 1:31,810 (08.)   |
| –    | Lewis Hamilton    | Mercedes             | 0      | 0      | DNF         | 01    | –                |
| –    | Nico Rosberg      | Mercedes             | 0      | 0      | DNF         | 02    | –                |

Anmerkungen
1. ↑  Magnussen erhielt eine Zehn-Sekunden-Zeitstrafe für das Verursachen einer Kollision

## WM-Stände nach dem Rennen
Die ersten zehn des Rennens bekamen 25, 18, 15, 12, 10, 8, 6, 4, 2 bzw. 1 Punkt(e).

### Fahrerwertung
| Pos. | Fahrer           | Konstrukteur                            | Punkte |
| ---- | ---------------- | --------------------------------------- | ------ |
| 01   | Nico Rosberg     | Mercedes                                | 100    |
| 02   | Kimi Räikkönen   | Ferrari                                 | 61     |
| 03   | Lewis Hamilton   | Mercedes                                | 57     |
| 04   | Sebastian Vettel | Ferrari                                 | 48     |
| 05   | Daniel Ricciardo | Red Bull-TAG Heuer                      | 48     |
| 06   | Max Verstappen   | Red Bull-TAG Heuer / Toro Rosso-Ferrari | 38     |
| 07   | Felipe Massa     | Williams-Mercedes                       | 36     |
| 08   | Valtteri Bottas  | Williams-Mercedes                       | 29     |
| 09   | Daniil Kwjat     | Toro Rosso-Ferrari / Red Bull-TAG Heuer | 22     |
| 10   | Romain Grosjean  | Haas-Ferrari                            | 22     |
| 11   | Carlos Sainz jr. | Toro Rosso-Ferrari                      | 12     |

| Pos. | Fahrer            | Konstrukteur         | Punkte |
| ---- | ----------------- | -------------------- | ------ |
| 12   | Fernando Alonso   | McLaren-Honda        | 8      |
| 13   | Sergio Pérez      | Force India-Mercedes | 8      |
| 14   | Kevin Magnussen   | Renault              | 6      |
| 15   | Nico Hülkenberg   | Force India-Mercedes | 6      |
| 16   | Jenson Button     | McLaren-Honda        | 3      |
| 17   | Stoffel Vandoorne | McLaren-Honda        | 1      |
| 18   | Jolyon Palmer     | Renault              | 0      |
| 19   | Esteban Gutiérrez | Haas-Ferrari         | 0      |
| 20   | Marcus Ericsson   | Sauber-Ferrari       | 0      |
| 21   | Pascal Wehrlein   | Manor-Mercedes       | 0      |
| 22   | Felipe Nasr       | Sauber-Ferrari       | 0      |
| 23   | Rio Haryanto      | Manor-Mercedes       | 0      |

### Konstrukteurswertung
| Pos. | Konstrukteur       | Punkte |
| ---- | ------------------ | ------ |
| 1    | Mercedes           | 157    |
| 2    | Ferrari            | 109    |
| 3    | Red Bull-TAG Heuer | 94     |
| 4    | Williams-Mercedes  | 65     |
| 5    | Toro Rosso-Ferrari | 26     |
| 6    | Haas-Ferrari       | 22     |

| Pos. | Konstrukteur         | Punkte |
| ---- | -------------------- | ------ |
| 07   | Force India-Mercedes | 14     |
| 08   | McLaren-Honda        | 12     |
| 09   | Renault              | 6      |
| 10   | Sauber-Ferrari       | 0      |
| 11   | Manor-Mercedes       | 0      |